# کتابخانه ملی استونی
کتابخانه ملی استونی (به استونیایی: Eesti Rahvusraamatukogu) یک مؤسسه عمومی ملی در کشور استونی است که در ۲۱ دسامبر سال ۱۹۱۸ میلادی تأسیس شده است. 
این کتابخانه نگهبان حافظه و میراث ملی استونی است و به عنوان مرکز مخزن ادبیات و کتاب‌شناسی ملی استونی، ارائه دهنده اصلی اطلاعات برای پارلمان استونی و بسیاری دیگر از نهادهای قانون اساسی، یک کشور ملی عمل می‌کند.
براساس آمار این کتابخانه در سال ۲۰۰۷ میلادی ۳٫۴ میلیون کتب و وسایل مربوط به موسیقی و نقشه‌کشی همانند ۱٬۹۷۵٬۹۸۱ کتاب، ۳۰۲٬۹۸۸ مجموعه نشریات، ۲۰٬۹۵۴ وسایل نقشه‌کشی، ۱۱۷٬۷۷۷ صفحه موسیقی، ۷٬۲۰۳ نسخه خطی و بایگانی شده و ۴۸۱٬۰۸۸ جزوه دارا می‌باشد.